# Université pontificale Jean-Paul-II de Cracovie
Pour les articles homonymes, voir Jean-Paul II (homonymie).
L'université pontificale Jean-Paul-II de Cracovie (UPJPII) (créée en 1981 sous l'appellation d'Académie pontificale de théologie de Cracovie) a relevé les traditions de l'ancienne Faculté de théologie de l'université Jagellonne, héritage séculaire « sous la protection de saint Jean de Kety, de la reine sainte Hedwige et de saint Józef Sebastian Pelczar ».

## Présentation
L'université jouit d'un statut particulier prévu par le Concordat entre le Saint-Siège et le gouvernement polonais et signé entre la conférence épiscopale et le gouvernement de la République de Pologne le 1er juillet 1999. Elle est habilitée à délivrer des grades et titres universitaires reconnus par l'État comme par le droit canonique.

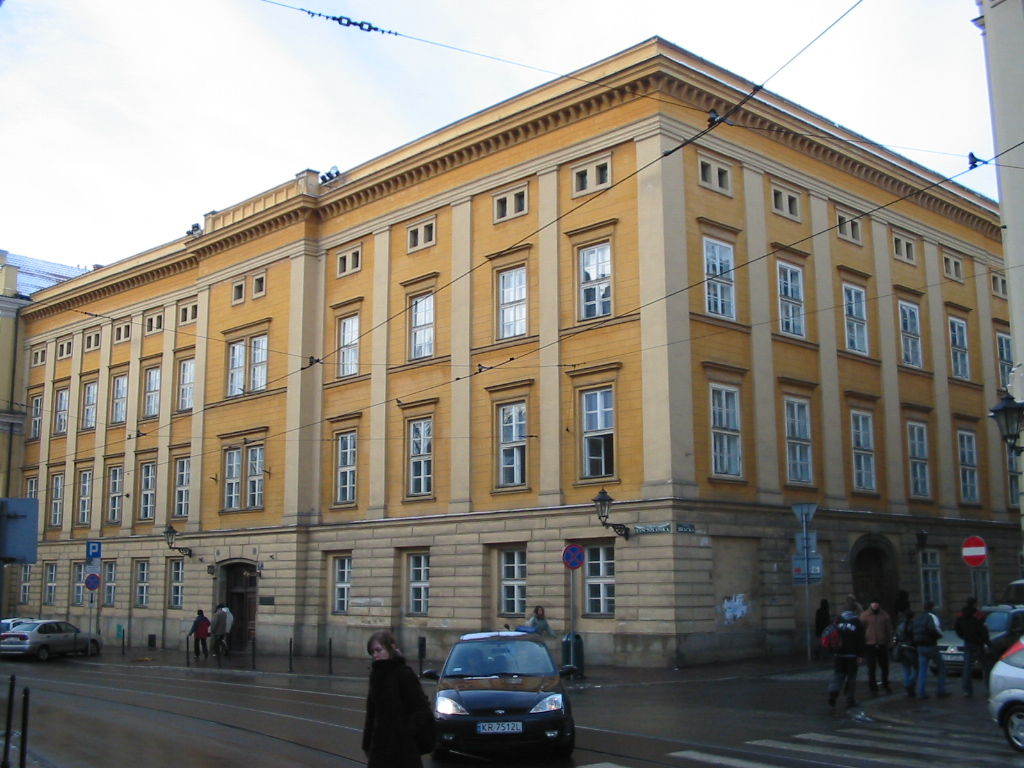
Locaux de l'UPJPII rue Franciszkańska

L'université mène des activités de recherche et d'enseignement au sein de cinq facultés : philosophie, histoire et patrimoine culturel, sciences sociales, théologie et d'une antenne (théologie) à Tarnów. Elle dispose de services communs interfacultaires :  bioéthique, œcuménisme et dialogue, langues étrangères, Centre de recherche sur la pensée de Jean-Paul II.
L'université appartient notamment à la Fédération internationale des universités catholiques (FIUC) et à sa section européenne (FUCE), à la Conférence des recteurs des universités polonaises (KRUP). 
Elle compte actuellement[Quand ?] près de 3 500 étudiants et 327 salariés (dont 221 enseignants-chercheurs). 
Le grand chancelier de l'université est le cardinal Marek Jędraszewski, archevêque métropolitain de Cracovie, son recteur est à compter du 1er septembre 2020, le professeur Robert Tyrała (pl).